# Hans Ambs
Hans Ambs (* 5. Juni 1898 in Augsburg; † 8. Oktober 1962 in Nordenham) war ein deutscher Politiker (USPD, KPD, SPD) und Gewerkschafter.

## Leben
Der aus einer Arbeiterfamilie stammende Ambs erlernte das Bauschlosserhandwerk. Er wurde während des Ersten Weltkrieges 1917 als Matrose zur Marine eingezogen. In dieser Zeit politisierte er sich und nahm am Matrosenaufstand im November 1918 in Kiel teil. Anfang 1919 trat er der USPD und dem DMV bei und war in den Folgejahren als Werftarbeiter in Rostock tätig, wo er sich Ende 1920 mit dem linken USPD-Flügel mit der KPD zusammenschloss.
Der zum „linken“ KPD-Flügel um Ruth Fischer gehörende Ambs wurde 1924 in den Landtag des Freistaates Mecklenburg-Schwerin gewählt, welchem er bis 1926 angehörte. Nachdem er sich 1925 der Opposition gegen die neue Parteiführung um Ernst Thälmann angeschlossen hatte, wurde er im August 1926 aus der KPD ausgeschlossen. In den Jahren ab 1928 hielt Ambs Kontakt zum Leninbund, war aber selbst politisch nicht mehr aktiv, sondern bildete sich in Abendkursen weiter und absolvierte 1930 seine Meisterprüfung. Während der NS-Zeit lebte und arbeitete Ambs bis 1942 in Berlin und war in den folgenden Jahren bis Kriegsende Soldat.
Nach der Befreiung vom Nationalsozialismus siedelte Ambs nach Eckernförde über, wo er wieder der KPD beitrat und die örtliche IG Metall mit aufbaute. Ambs gehörte vom 26. Februar bis zum 11. November 1946 dem ersten ernannten Landtag von Schleswig-Holstein an. Vom 7. Mai bis zum 11. November 1946 war er stellvertretender Vorsitzender des Ausschusses für Volkswohlfahrt, vom 13. März bis 11. November 1946 war Ambs stellvertretender Minister für Volkswohlfahrt des Landes Schleswig-Holstein. Des Weiteren war Ambs 1946 bis 1947 Mitglied des Zonenbeirates der Britischen Zone.
Nach erneuten Konflikten mit der Parteiführung trat Ambs 1949 aus der KPD aus und schloss sich 1950 der SPD an. 1953 wurde er Bevollmächtigter der IG-Metall-Verwaltungsstelle Nordenham.